# Baiu-bjergene
Baiu-bjergene (rumænsk: Munții/Muntele Baiu/Baiul/Baiului/Munții Gârbova, ungarsk: Baj-hegység) er bjerge i det centrale Rumænien, et par kilometer syd for Brașov.
Inden for traditionel rumænsk klassificering tilhører Baiu-bjergene supkarpaterne som er en del af  ydre østlige Karpater.
Baiu-bjergene løber fra Azuga-dalen i nord og til Posada-kløfterne i syd, og fra Doftana-dalen i øst til Prahova-dalen i vest. Bjergene har en gennemsnitlig højde på 1.110 moh og en maksimal højde på 1.923 moh. ved bjerget Neamțu, der dækker et område på omkring 300 km2.
Baiu-bjergene ligger umiddelbart syd for Gârbova-bjergene, en lang nord-sydlig højderyg.